# Hempstead, Texas
Hempstead là một thành phố thuộc quận Waller, tiểu bang Texas, Hoa Kỳ. Năm 2010, dân số của xã này là 5770 người.

## Dân số
- Dân số năm 2000: 4691 người.
- Dân số năm 2010: 5770 người.